# برزویویتسا
برزویویتسا (به لاتین: Brezojevica) یک منطقهٔ مسکونی در مونته‌نگرو است که در پلاو واقع شده‌است. برزویویتسا ۹۲۹ نفر جمعیت دارد.